# Magdalena Abakanowicz
Marta Magdalena Abakanowicz-Kosmowska (Falenty, 1930. június 20. – Varsó, 2017. április 20.) lengyel szobrász és textilművész.

## Származása
Varsó egyik külvárosában született. Gyermekkorát a család birtokán töltötte. Az Abakanowiczok Abaka kán leszármazottai, aki Dzsingisz mongol nagykán dédunokája volt. Utódai valamikor a lengyel királyok szolgálatába álltak, letelepedtek, lengyelesítették nevüket, és nemesi rangot kaptak katonai szolgálatukért. Később, amikor a Kelet-Lengyelországban elhelyezkedő birtokuk az Orosz Birodalom része lett, a cárt szolgálták.

## Pályafutása
A Varsói Szépművészeti Akadémián tanult 1950–54 között. Első munkái hatalmas méretű gouache-ok voltak. Fantázia virágokat, halakat, növényeket festett kartonra és összevarrt jutavászonra, melyek szabadon lógtak a falon.
A hatvanas évek elején saját tervezésű szövőszékein különleges technikával kezdett dolgozni. Zsinórból, szizálból, jutából háromdimenziós strukturált anyagokat készített, melyeket meglepő, gyakran kör alakú textil kompozíciókká varrt össze. A hagyományos falra függesztés helyett a plafonról lógtak alá. Nevet kellett adni ezeknek a teljesen újszerű alkotásoknak. A lengyel sajtóban meghirdetett névadási versenyben az abakan név győzött. Ezek az abakanok voltak az 1962-es lausanne-i textilbiennále, 1965-ben pedig a São Paolóban rendezett biennálé szenzációi. 1965-ben a poznańi művészeti iskolába hívták tanítani, ahol 1990-ig maradt. 
1980-ban a velencei biennálén ő alakította ki a lengyel pavilont, 1984-ben a University of California vendégprofesszora volt Los Angelesben.
Egyik legnagyobb textil alkotása, a 200 m²-es Bois le Duc a hollandiai ’s-Hertogenboschban, Észak-Brabant közigazgatási épületében látható.
Később hatalmas, fej nélküli biomorfikus szobrokat készített, amelyek gyakran emberi testre, testrészekre vagy állatokra emlékeztetnek. A szoborcsoportok figurái nem azonosak egymással, mert mindegyik tartalmaz valamilyen megkülönböztető részletet.   
Alkotásai megtalálhatók többek között Párizsban, Madridban, Kölnben, Chicagóban, a Modern Művészeti Múzeumban New Yorkban, az Izrael Múzeumban, Szöulban az Olimpiai Múzeumban, Hirosimában.

## Galéria

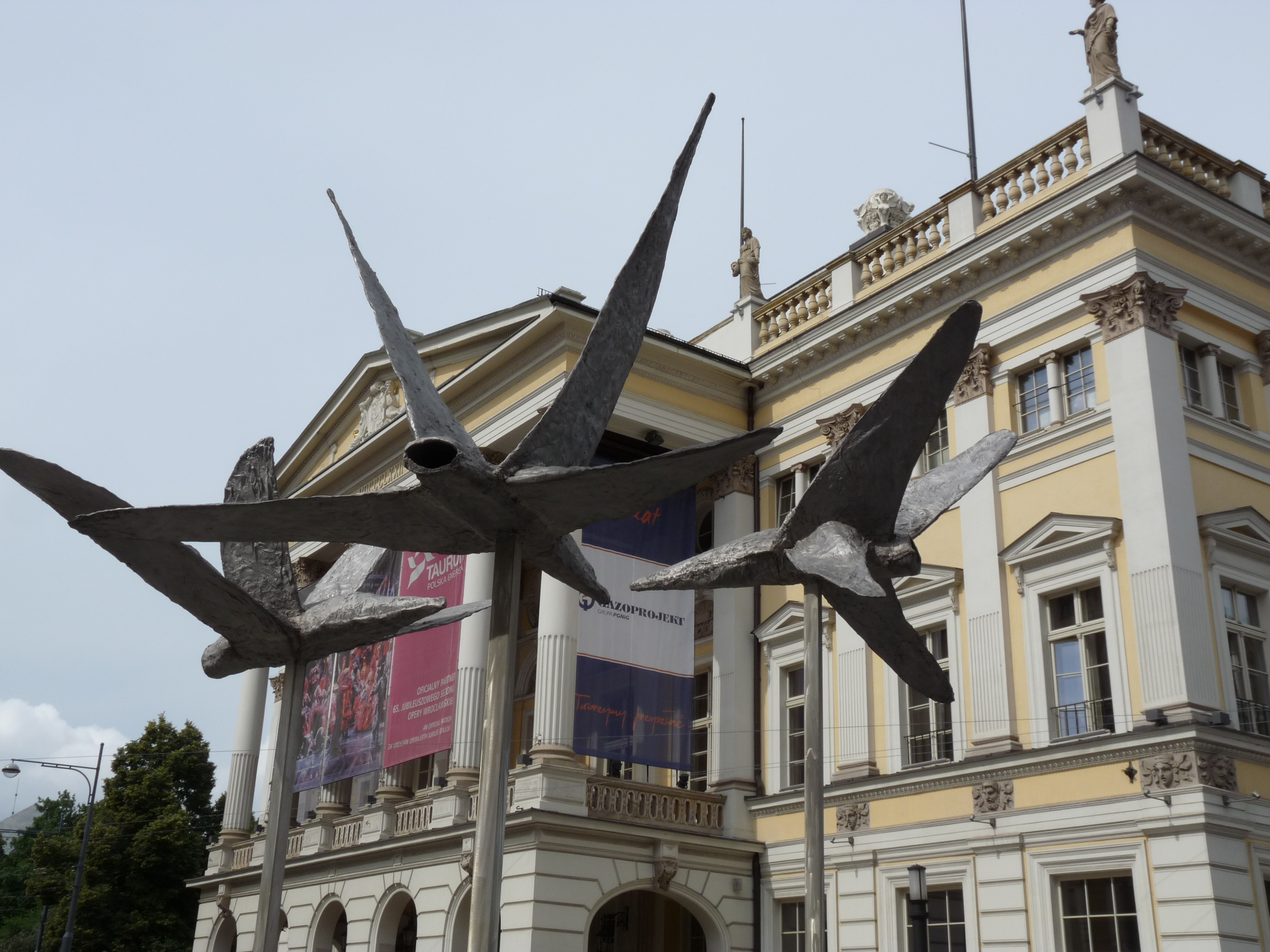
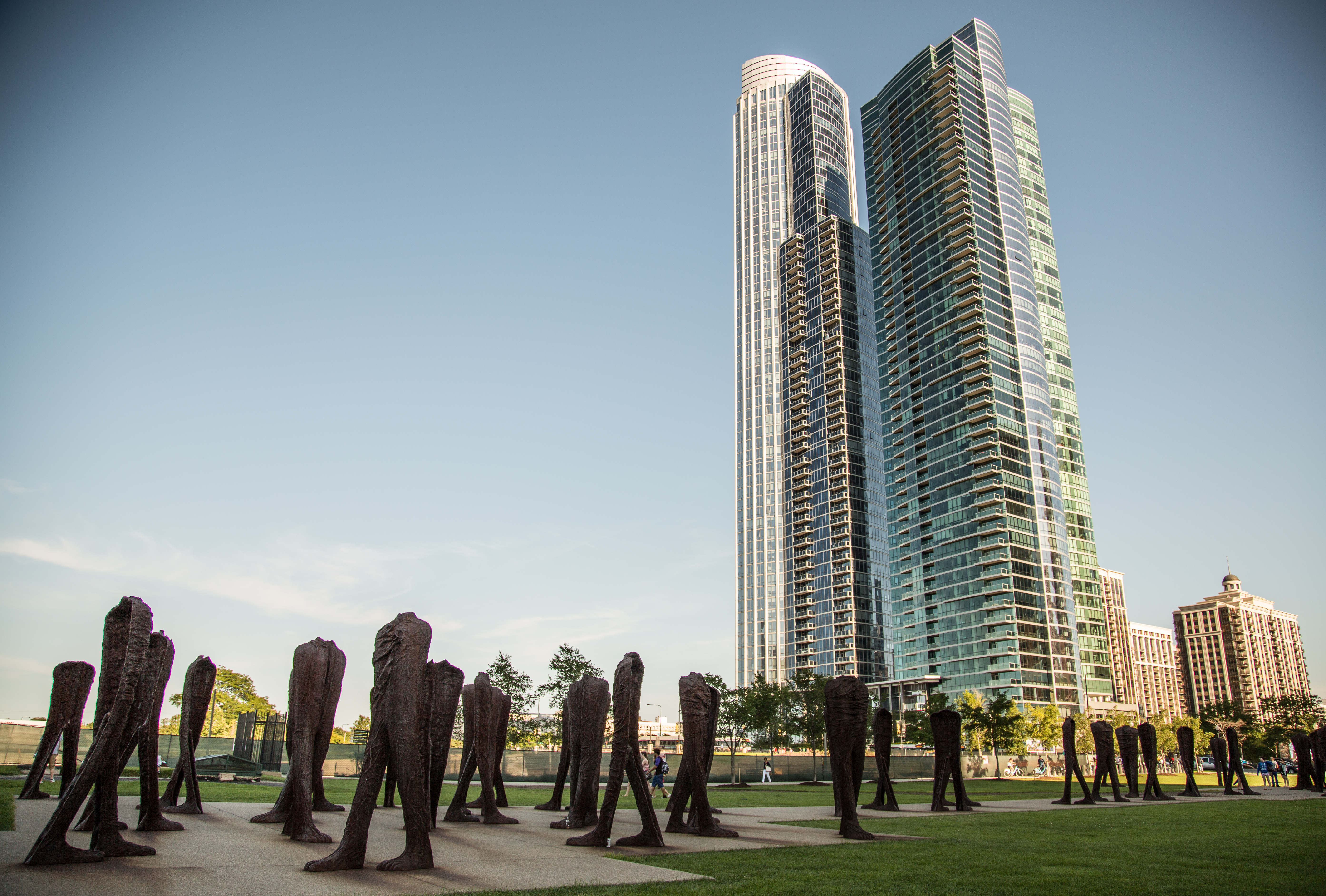
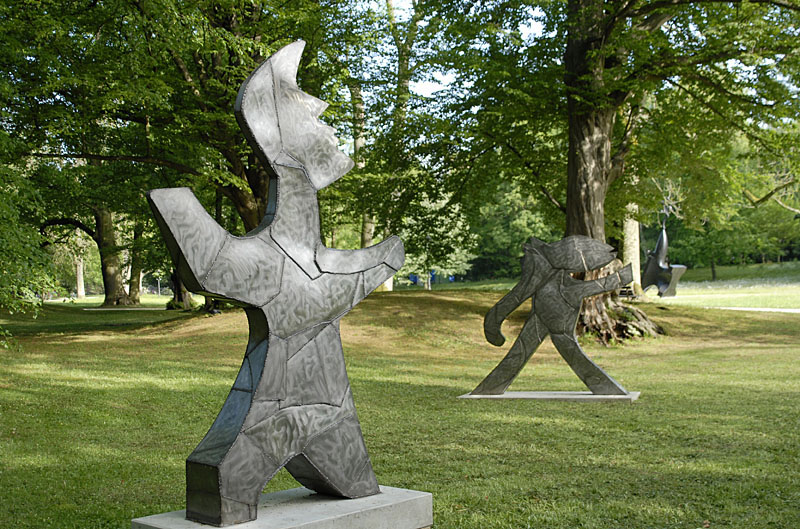
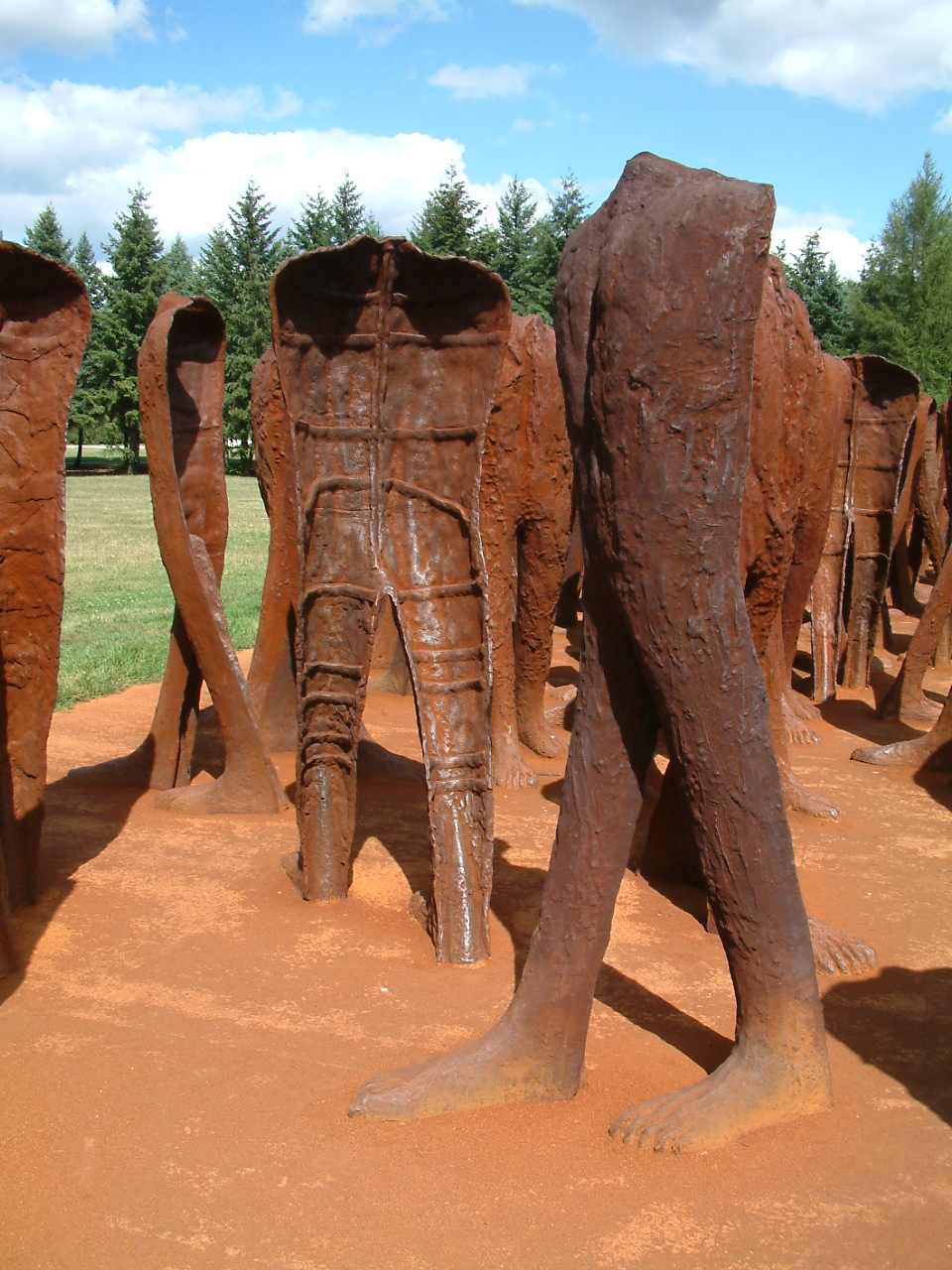